# Il'ja Grigor'evič Ėrenburg
Il'ja Grigor'evič Ėrenburg (Ehrenburg; in russo Илья́ Григо́рьевич Эренбу́рг?; Kiev, 26 gennaio 1891 – Mosca, 31 agosto 1967) è stato un giornalista e scrittore sovietico.

## Biografia
Avendo partecipato, giovanissimo, all'organizzazione di circoli socialisti, fu arrestato e condannato all'esilio dalla polizia zarista. Giunto a Parigi pubblicò un libro di versi (Parigi, 1910), poi, durante la prima guerra mondiale, fu corrispondente dal fronte occidentale per vari giornali della capitale. Dopo la rivoluzione d'ottobre tornò in patria ove fondò asili e scuole, tenne corsi di letteratura russa a lavoratori e studenti, organizzò gruppi teatrali. Ma nel 1921 era di nuovo in viaggio per l'Europa, dove pubblicò i primi romanzi: La straordinaria vita di Julio Jurenito (1921), Tredici pipe (1923), Il vicolo Protocny (1927), e La tempestosa vita di Lazik che, proibito in Russia, apparve a Parigi nel 1928. Tornato in URSS dovette adattarsi ai nuovi canoni ufficiali del realismo socialista, ma senza mai cadere nella vuota retorica: dal 1934, come corrispondente delle Izvestija, seguì le principali operazioni della guerra di Spagna, cui dedicò anche un saggio (Spagna, 1937).
Quando i tedeschi attaccarono l'URSS, divenne celebre per le trasmissioni da Radio Mosca e per i suoi articoli come corrispondente di guerra in cui attaccava violentemente il fascismo ed il nazismo con parole come uccidi il tedesco, non c'è cosa migliore per noi che un gruppo di cadaveri tedeschi, se hai già ucciso un tedesco uccidine un altro; per questa sua opera il generale Charles de Gaulle gli conferì la Legion d'onore. Intanto aveva pubblicato il suo romanzo forse più importante, La caduta di Parigi, per cui ricevette il premio Stalin nel 1942. Alla fine della guerra scrive, con Vasilij Grossman, Il libro nero - Il genocidio nazista nei territori sovietici 1941-1945, per denunciare al mondo lo sterminio degli ebrei sovietici da parte delle forze dell'Asse, di cui Stalin proibì la pubblicazione. Nel 1954 pubblicò Il disgelo la sua opera più celebre, in cui è affrontato il tema della libertà artistica in URSS; il titolo stesso di quest'opera indicò, per antonomasia, il periodo della destalinizzazione. Vincitore del premio Lenin per la pace del 1960, ha pubblicato, con il titolo Uomini, anni, vita, le sue memorie di cui, poco prima della sua morte, aveva visto la luce il sesto volume.   

## Comunismo libertario
Nelle sue memorie, «che comprendono una difesa quasi incredibile degli anarchici spagnoli durante la guerra civile spagnola», Ehrenburg, parlando  di Comunismo libertario, fa sue le parole di un autore francese di cui dice di  non ricordare il nome, trovate su un vecchio taccuino, che trascrive: «Il difetto di un dispotismo non consiste nel fatto che esso non ama il popolo, ma nel fatto che esso lo ama troppo e ha troppo poca fiducia in lui».

## Opere
- Il piccolo comunardo: racconto, Edizioni di Fede, s.a.
- L'amore di Gianna Ney, Ed. Corbaccio, 1929, 1933 (Dall'Oglio,  1966).
- 13 pipe, Ed. Corbaccio, 1930 (Dall'Oglio, 1962, 1965).
- Nel vicolo Protocny, Ed. Corbaccio, 1930 (Dall'Oglio, 1963).
- Senza riprender fiato, Jandi-Sapi, 1944.
- Sulle vie della vittoria: scritti di guerra, A.P.E., 1944.
- Il secondo giorno della creazione, Bietti, 1945.
- La caduta di Parigi, La nuova biblioteca, 1945.
- La morale del nostro tempo, A.P.E., 1945.
- Viaggio attraverso la giungla d'Europa, E.Gi.Ti., 1944 (seconda edizione).
- La congiura degli uguali, G. Muggiani, 1946.
- Le avventure di Julio Jurenito, Lattes, 1946 (Le straordinarie avventure di Julio Jurenito, Einaudi, 1968).
- Kusniezk, Corticelli, 1946.
- America, Macchia, 1947, 1949 (La Zisa, 1989).
- Il leone della piazza: commedia in tre atti e due quadri, Soc. Ed. Torinese, 1949.
- La tempesta, Macchia, 1950, 1952.
- Il disgelo, G. Einaudi, 1955, 1962.
- Teatro sovietico, Associazione Libraria Culturale Editrice, 1957.
- Uomini, anni, vita, Editori riuniti, 1961.
- L'uomo della Ceka, Sugar, 1963.
- Note di viaggio: India, Giappone, Grecia, Leonardo da Vinci, 1964.
- La tempestosa vita di Lazik, Rizzoli, 1969 (Giuntina, 2009).
- Eppur si muove: per una internazionale costruttivista, Officina, 1983.
- Il'ja Grigor'evič Ėrenburg, Vasilij Semenovič Grossman,Il libro nero: il genocidio nazista nei territori sovietici, 1941-1945, Mondadori 1999, 2001.